# 大森東

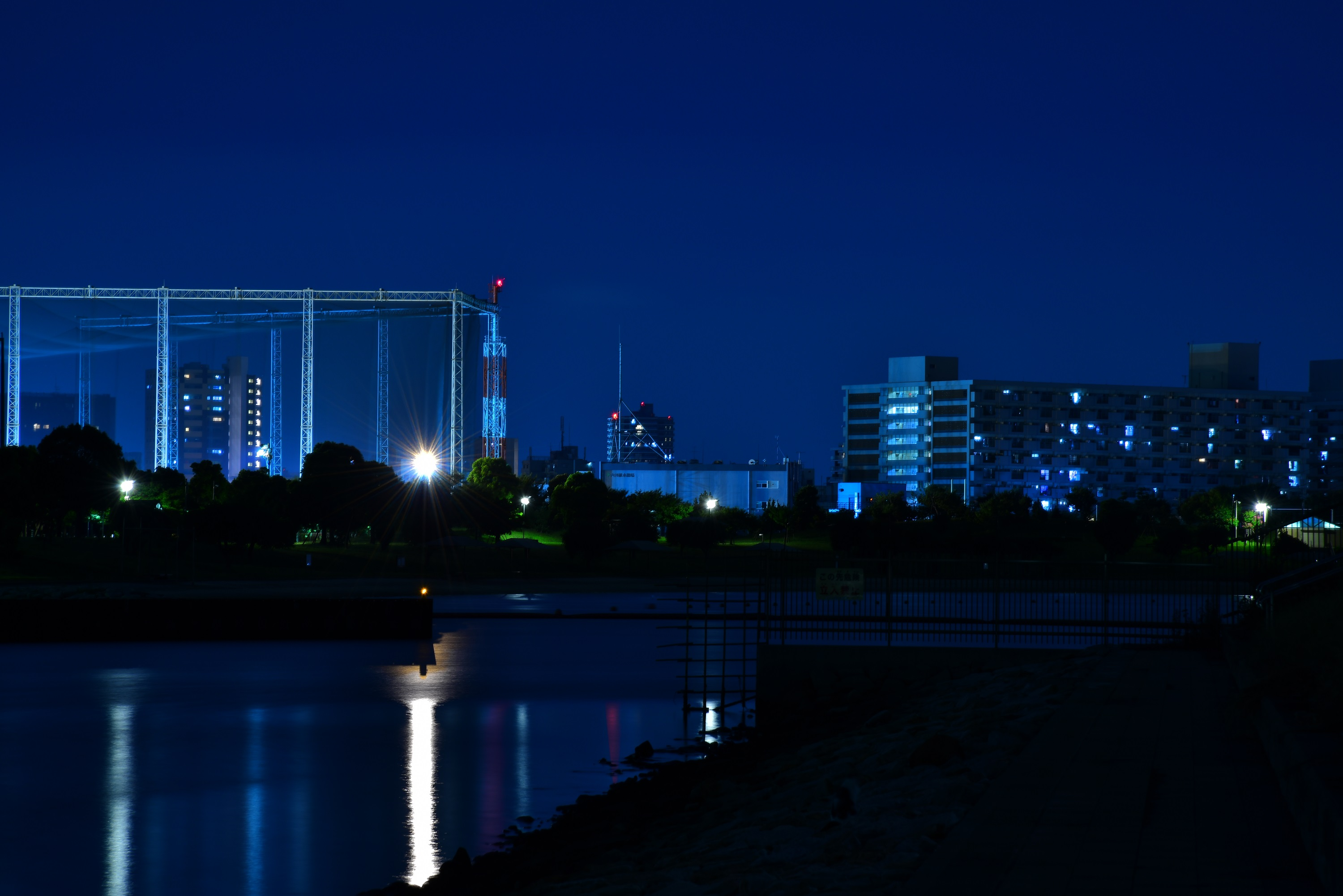
大森東　【夜景】

大森東（おおもりひがし）は、東京都大田区の地名。現行行政地名は大森東一丁目から大森東五丁目。住居表示実施済区域。

## 地理
大田区の東部に位置する。北部は概ね環七通りに接し、大森本町になる。東部は平和の森公園・ふるさとの浜辺公園や昭和島になる。地域南部は大森南に接する。西部は第一京浜・産業道路にそれぞれに接し、これらを境に大森西・大森中にそれぞれ接する（地名はいずれも大田区）。主に住宅地として利用されている。東西に内川が流れている。また、当地域内の第一京浜との交差点である大森警察署前交差点を始点として産業道路が南へ向かって伸びている。

### 地価
住宅地の地価は、2025年（令和7年）1月1日の公示地価によれば、大森東2-18-2の地点で46万円/m2となっている。

## 世帯数と人口
2024年（令和6年）4月1日現在（東京都発表）の世帯数と人口は以下の通りである。
| 丁目         | 世帯数     | 人口     |
| ------------ | ---------- | -------- |
| 大森東一丁目 | 2,976世帯  | 5,257人  |
| 大森東二丁目 | 2,388世帯  | 3,707人  |
| 大森東三丁目 | 1,444世帯  | 2,441人  |
| 大森東四丁目 | 2,348世帯  | 4,066人  |
| 大森東五丁目 | 1,917世帯  | 3,195人  |
| 計           | 11,073世帯 | 18,666人 |

### 人口の変遷
国勢調査による人口の推移。
| 年                 | 人口   |
| ------------------ | ------ |
| 1995年（平成7年）  | 18,794 |
| 2000年（平成12年） | 18,175 |
| 2005年（平成17年） | 17,616 |
| 2010年（平成22年） | 18,226 |
| 2015年（平成27年） | 18,393 |
| 2020年（令和2年）  | 18,773 |

### 世帯数の変遷
国勢調査による世帯数の推移。
| 年                 | 世帯数 |
| ------------------ | ------ |
| 1995年（平成7年）  | 7,768  |
| 2000年（平成12年） | 8,065  |
| 2005年（平成17年） | 8,324  |
| 2010年（平成22年） | 9,252  |
| 2015年（平成27年） | 9,841  |
| 2020年（令和2年）  | 10,337 |

## 学区
区立小・中学校に通う場合、学区は以下の通りとなる（2023年3月時点）。
| 丁目         | 番地 | 小学校                 | 中学校                 |
| ------------ | ---- | ---------------------- | ---------------------- |
| 大森東一丁目 | 全域 | 大田区立大森東小学校   | 大田区立大森東中学校   |
| 大森東二丁目 | 全域 | 大田区立大森第一小学校 | 大田区立大森東中学校   |
| 大森東三丁目 | 全域 | 大田区立大森第一小学校 | 大田区立大森東中学校   |
| 大森東四丁目 | 全域 | 大田区立中富小学校     | 大田区立大森東中学校   |
| 大森東五丁目 | 全域 | 大田区立中富小学校     | 大田区立大森第一中学校 |

## 事業所
2021年（令和3年）現在の経済センサス調査による事業所数と従業員数は以下の通りである。
| 丁目         | 事業所数  | 従業員数 |
| ------------ | --------- | -------- |
| 大森東一丁目 | 124事業所 | 1,105人  |
| 大森東二丁目 | 91事業所  | 562人    |
| 大森東三丁目 | 54事業所  | 344人    |
| 大森東四丁目 | 126事業所 | 1,064人  |
| 大森東五丁目 | 73事業所  | 552人    |
| 計           | 468事業所 | 3,627人  |

### 事業者数の変遷
経済センサスによる事業所数の推移。
| 年                 | 事業者数 |
| ------------------ | -------- |
| 2016年（平成28年） | 568      |
| 2021年（令和3年）  | 468      |

### 従業員数の変遷
経済センサスによる従業員数の推移。
| 年                 | 従業員数 |
| ------------------ | -------- |
| 2016年（平成28年） | 3,745    |
| 2021年（令和3年）  | 3,627    |

## 交通
当地域内に鉄道駅はない。町域西部方向にある京急本線の平和島駅・大森町駅・梅屋敷駅、もしくは町域東部方向にある東京モノレール羽田空港線の昭和島駅からの徒歩か、大森駅や蒲田駅からのバス路線の利用となる。

## 施設
- 東京都立美原高等学校
- 大田区立大森東中学校
- 大田区立大森東小学校
- 大田区立大森第一小学校
- 大田区立中富小学校
- 大田区立都堀公園
- 大田区立貴船堀公園
- 大田区立大森ふるさとの浜辺公園（一部。大半はふるさとの浜辺公園内）
- 大田区立旧呑川緑地（南端の大森南との境界部）
- 大田病院
- 東京ガス大森グラウンド
- 大田区立美原文化センター
- 厳正寺
- 徳浄寺
- 貴舩神社

## その他

### 日本郵便
- 郵便番号 : 143-0012[2]（集配局 : 大森郵便局[15]）。